# Vanilla Mood
Vanilla Mood（バニラムード）は、ヴァイオリン・チェロ・ピアノのトリオ構成で、ジャンルにこだわらず独創性のある音楽を奏でる女性3人組のクラシカルバンドである。2013年に事実上の活動休止。

## 概要
様々なジャンルの楽曲を、ジャンルの垣根を越えてオリジナルなアレンジで奏でる、クロスオーバーミュージックを特徴とする。

2004年3月から2005年9月まで、NHK総合テレビの番組「お昼ですよ!ふれあいホール」に出演していたことで知られる。
ユニット名の由来は、『アイスクリームのバニラのように、プレーンな味に色々なものをトッピングしてオリジナルな味に出来るように(クラシックという基盤に、様々なジャンルの音楽をトッピングしてオリジナルを生み出す)』とのメンバーの願いによる。
愛称は「バニラ」および「バニム」。

## メンバー
- Yui （ユイ・1982年10月20日 - ）名古屋市出身 東京藝術大学卒 ヴァイオリン担当
- Mariko （マリコ・1982年7月14日 - ）北九州市出身 東京藝術大学卒 チェロ担当 リーダー
- Keiko （ケイコ・1982年9月28日 - ）広島県出身 東京藝術大学卒 ピアノ・メインコーラス・ボーカル担当
  - Keikoは作家活動では本名の「大嵜 慶子」（おおさき けいこ）で活動している[3]。また、誕生日とグループ結成日が同じ月日である。

### 元メンバー
- Emilee（エミリー・1983年12月7日 - ）ヴァイオリン担当
- Waka （ワカ・1980年12月9日 - ）北九州市出身 国立音楽大学卒 フルート担当

## 沿革

### 創成期
- 2003年7月、 メンバーが音大生時代に、これまでにない新しい音楽を作ろうとYuiが友人のMarikoらに声を掛けたことに始まり、Vanilla Moodの源流となる有志の演奏グループを作る。当初の編成はチェロ2人、バイオリン2人、ピアノ1人の4人組。その後作曲科のKeikoを友人から紹介してもらう。また、メンバーの入れ替わりがあり、バイオリン4人、チェロ1人、ピアノ1人、ハープ1人の7人組になる。
- 2003年9月28日、 この演奏グループから、初期メンバーとなるMariko、Keiko、Yui、Emileeの4人でVanilla Moodを結成。現役音大生カルテットとして芸能活動を開始。なお、このメンバーでの結成となったのは、学校側の縛りや師事していた先生[誰?]の方針などによるという[2]。
テレビ朝日新社屋落成記念イベントで初めて演奏を披露。

### テレビで一躍有名に／メンバー交代
- 2004年3月29日、「お昼ですよ!ふれあいホール」へレギュラー出演が始まる。
- 2005年1月7日、学業に専念する為「卒業」という形でEmileeが脱退[4]。
- 2005年1月10日、音楽仲間であったWakaが加入。この時点で、現役音大生カルテットではなくなった。
- 2005年9月30日、「お昼ですよ!ふれあいホール」番組終了。

### CDデビュー／全国でライブ
- 2005年12月4日、 宮城県白石市で結成以来初の単独ライブ「三枝成彰の時間第42回 バニラムードの夕べ」を開催。
- 2006年2月8日、 1stミニアルバム「Vanilla Mood」を発売。CDデビュー。
- 2006年6月9日、 富山県射水市で2回目の単独ライブ「Vanilla Mood Live2006」を開催。
- 2006年9月30日、 三重県松阪市を皮切りに、2007年2月まで、12会場13回のライブを開催。
- 2006年10月4日、 2ndミニアルバム「雫」を発売。
- 2007年3月22日、 東京・六本木のサントリーホール（小ホール）で単独ライブ「Vanilla Mood Live 2007」を開催。
- 2007年6月8日、 名古屋市で単独ライブ「Vanilla Mood CONCERT」を開催。
- 2007年10月8日、 仙台市を皮切りに、同年12月まで、10会場10回のライブを開催。
- 2007年12月5日、 シングル「アジュカ」を発売。
- 2008年10月5日、 新潟県柏崎市で単独ライブ「Vanilla Mood Concert」を開催。
- 2008年11月14日、 愛知県尾張旭市で単独ライブ「Vanilla Mood CONCERT」を開催。
- 2009年11月20日、 東京・渋谷で単独ライブ「Vanilla Mood -Black&White-」を開催。
- 2010年6月9日、 アルバム「Tales Weaver Exceed by Vanilla Mood ～Tales Weaver Presents 6th Anniversary Special Album～」を発売。

### Waka卒業・カルテットからトリオ／そして活動休止
- 2010年11月30日、音楽性の違いの為「卒業」という形でWakaが脱退。
- 以降、トリオ構成で活動を続けるとともに、ソロ活動[5] も公に開始する。
- 2011年5月6日から事実上の活動休止まで、『Black&White』と冠したバンドやゲストミュージシャンを加えたワンマンライブと、メンバーのみによる特定のジャンルにフォーカスしたアコースティック趣向のミニライブを交互に、主に首都圏で１~２ヶ月に一度開催していた。また、対バンライブやイベントなどのスペシャルライブも随時開催していた。
- 2013年に、リーダーのMarikoが所属事務所を退社。このためサイトからプロフィールが削除されたことや、メンバーのソロ活動が多忙になったことから事実上の活動休止となった。
- Marikoはその後、シルク・ドゥ・ソレイユのメンバーとなったため、主に海外で活動している。

## 作品

### シングル
- 「アジュカ」 2007年12月5日発売 AVCD-16145/B DVD付属のみ

※印付きの曲は、付属DVDにPVが収録されている。
1.アジュカ※（NHK総合テレビ「金曜バラエティー」テーマ曲）
2.Supersonic girl（同上）
3.X'mas Melody※（日本テレビ系「オトナの資格」2007年12月エンディングテーマ曲、イクスピアリ（千葉県浦安市）2007年クリスマスソング）

### アルバム
- 「Vanilla Mood」 2006年2月8日発売 AVCD-16087/B HDCD仕様 DVD付属のみ

※印付きの曲は、付属DVDにPVが収録されている。
1.アイノトリコ
2.春フルぷるん※（静岡朝日テレビ「とびっきり!しずおか、2016年8月まで」とびっきり!食堂テーマ曲）（NHK総合テレビ「金曜バラエティー」初代テーマ曲（2005年10月7日-2007年3月30日）
3.SOLDIER@my soul
4.カルメン前奏曲
5.珀※（NEC携帯電話 FOMA N902i宣伝用ウェブドラマ「Nを探せ～4メガの目撃者～」エンディングテーマ）
6.naked love～亜麻色の髪の乙女～（ニッポン放送制作裏送り番組「サタデーソングコレクション」2005年度エンディングテーマ）
- 「雫」 2006年10月4日発売 AVCD-16112/B DVD付属のみ

※印付きの曲は、付属DVDにPVが収録されている。
1.Day By Day※（日本テレビ「スッキリ!!」2006年10月エンディングテーマ、愛知県刈谷市「フローラルガーデンよさみ」イメージソング）
2.Must be love
3.THRILL -山の魔王の宮殿にて-
4.雫※
5.8゛26→（読みは「ばにむー」）
6.Everlasting time
- 「Tales Weaver Exceed by Vanilla Mood ～Tales Weaver Presents 6th Anniversary Special Album～」2010年6月9日発売 AVCD-16204 CDのみ

1～10は韓国のゲーム会社・ネクソンのオンラインゲーム「テイルズウィーバー」作中の曲のカバー、11～13はオリジナル曲。
1.Second Run
2.attack～Final Killer～Red Eyes～attack
3.四千年～夜明け
4.money money money～鳥たちのワルツ
5.Reminiscence
6.Tales are about to be weaved～And, Don't Forget?Carnival town～LAPUTA
7.Battle in the Tomb of Hero～Tomb of Honor
8.Apparition
9.dawn～Good Evening, Narvik
10.Beyond
11.Your Smile
12.紅唇
13.Come Rain or Come Shine

### 発表済みだが、CD化されていないオリジナル曲
- 流転
- 宙-sola-（日経CNBC2008年イメージソング）
- HAPPY WEDDING（「Tokyo Wedding Collection 2008」（2008年7月26日～7月27日・東京国際フォーラムで開催）イメージソング）
- 千変万化（BSフジ「楽食美人Ⅱ」テーマソング）

### 特記事項
- オリジナル曲の作詞・作曲はすべてKeikoが手がけている（後述の「向日葵」の作詞を除く）。
- 「X'mas Melody」は、最初はKeiko単独のオリジナル曲として2006年冬に携帯電話用に配信された他、2006年12月の公演では4人での演奏も行った。なお、ヴィジョンファクトリーのオムニバスアルバム「VISION FACTORY presents CHRISTMAS HARMONY」（2007年11月21日発売・AVCD-16141・16142）にはKeiko単独のものが収録されており、シングル「アジュカ」には4人でのものが収録されている。
- 今井絵理子の「雪空Letter」にストリングス担当として参加。コラボレーションのきっかけは2006年7月16日のVision Fes.。当時今井とまた仕事しようと約束したことによる（今井の日記より）。オムニバスアルバム「VISION FACTORY presents CHRISTMAS HARMONY」に収録されている。
- 知念里奈とのコラボレーション作品として「向日葵」（ひまわり）がある。Keikoが作曲、阿久津健太郎が作詞し、知念がボーカルを務めた。オムニバスアルバム「VISION FACTORY presents FLOWER FESTIVAL」（2008年3月19日発売・AVCD-16150）に収録されている。
- 東京都港区に1999年創業の同名のライブバー「Vanilla Mood」があるが、同施設との関係はない（同所で公演を行ったことはない）。

## ライブ

### Vanilla Mood Live 2006-2007
初めてのライブツアーで、東海・北陸・九州各地方を対象にした。
- 2006年9月30日 三重県松阪市
- 2006年10月6日 富山県黒部市
- 2006年10月7日 福井県若狭町
- 2006年10月8日 石川県羽咋市
- 2006年11月26日 三重県名張市
- 2006年12月22日 福岡県宗像市
- 2006年12月23日 大分県豊後大野市
- 2006年12月24日 熊本県宇土市

- 2007年2月11日 愛知県刈谷市
- 2007年2月12日 岐阜県多治見市
- 2007年2月17日 静岡県大井川町（公演当時　現在は焼津市の一部）
- 2007年2月18日 静岡県掛川市

### Vanilla Mood Tour 2007 ～vivid classic～
2回目のライブツアーで、全国各地で公演を行った。
- 2007年10月8日 仙台市
- 2007年10月14日 福井県坂井市
- 2007年10月15日 広島市
- 2007年10月17日 福岡市
- 2007年10月18日 大阪市

- 2007年10月22日 名古屋市
- 2007年10月23日 長野県長野市
- 2007年11月29日 埼玉県川口市
- 2007年12月7日 東京・池袋
- 2007年12月14日 北海道北見市

## 過去に出演した主な番組
- お昼ですよ!ふれあいホール（NHK総合テレビ 2004年3月29日～2005年9月30日）
- 恋のFortune Telling Show～史上最大の星占い～（BSフジ 2004年8月・9月に各1回ゲスト出演。うち1回はフジテレビ※関東広域圏のみでも放送。）
- サタデーソングコレクション（ニッポン放送制作裏送り番組 2006年2月11日）
- TOKYO AFTER6（Suono Dolce）
  - Mariko：パーソナリティーとして出演（2007年4月4日～2008年9月25日 2007年度は水曜日（最終週は2008年3月26日）担当、2008年度上期は木曜日（初回は2008年4月3日）担当）
  - Yui：パーソナリティーとして出演（2008年10月2日～2009年3月26日 木曜日担当）
  - 初回の放送（2007年4月4日）とシングル「アジュカ」発売日の放送はメンバー全員が出演した（一部時間帯のみ）。
  - 2010年4月26日、アルバム発売告知およびラ・フォル・ジュルネ・オ・ジャポン イベント参加の告知を兼ねて、Music Dolceコーナーに4人でゲスト出演。
- 日経CNBC 2008年イメージキャラクター（2008年4月～2009年）
- ラジかるッ （日本テレビ、2009年3月13日） 「ウエスポーン!レッド&麻衣の新人さんいらっしゃい!」コーナーにゲスト出演。
- おもいッきりDON! 1025（第1部） （日本テレビ、2009年3月30日～10月2日） プレゼントコーナーの演奏を担当。
  - 2009年3月30日は 1155（第2部）にゲスト出演した。
- おもいッきりPON! （日本テレビ、2009年10月5日～2010年3月26日） プレゼントコーナーの演奏を担当。
- PON! （日本テレビ、2010年3月29日～10月1日） プレゼントコーナーの演奏を担当。
  - また、PON!PON!ポシュレの商品紹介コーナーアシスタント、およびエンディングへも出演する（月曜：Keiko、火曜：Yui、水曜：Mariko、木曜：Waka、金曜：全員）。
- 音龍門 （日本テレビ、2010年6月7日、6月14日） 「DRAGON PUSH ARTIST」コーナー出演。
- NHKみんなの手話 （NHK教育テレビ、2010年7月期） 手話ソングコーナーの演奏に出演。
- おとなたちの音楽（Keikoのみ K-MIX 2012年4月5日～活動休止まで 静岡県ローカル）